# Amiens-i Miklós
Amiens-i Miklós (latinul: Nicolaus Ambianensis, franciául: Nicolas d'Amiens), (1147 – 1204 körül) latin nyelven író középkori francia teológus.

## Munkássága
Egy De arte catholicae fidei című művet írt, amit a későbbiekben sokan Alanus ab Insulisnak tulajdonítottak. Miklós, tekintettel arra, hogy az eretnekek nem veszik számításba a tekintélyen alapuló érveket, illetve a Szentírást, műben az észre való hivatkozás álláspontjából indul ki. Miklós szerint ugyanakkor ezek az érvek nem képesek teljes mértékben behatolni a hit tartalmába. A mű – az eukleidészi geometriához hasonlóan – definíciókban (descriptiones), posztulátumokban (petitiones), és axiómákban (communes conceptiones) tárgyalja anyagát Istenről, a világról, az angyalok és emberek teremtéséről, a Megváltó, a szentségekről és a feltámadásról. (Ez a megközelítés már korábban is elterjedt volt, elsősorban Johannes Scotus Eriugena, Laoni Anzelm, és Petrus Lombardus műveiben.) A definíciók rögzítik a terminusok (ok, szubsztancia, anyag, forma stb.) értelmét; a posztulátumok bizonyíthatatlan igazságok; az axiómák pedig olyan evidens igazságok, amelyeket az ember hallásukkor azonnal igazaknak érez. Miklós ezekből az elvekből vezeti le állításainak és szillogisztikus bizonyításainak láncolatát, körülbelül Descartes és Spinoza módszeréhez hasonlóan.